# Heterographa tetrastigma
Heterographa tetrastigma är en fjärilsart som beskrevs av Brandt 1941. Heterographa tetrastigma ingår i släktet Heterographa och familjen nattflyn. Inga underarter finns listade i Catalogue of Life.